# Silenrieux
Silenrieux is een plaats en deelgemeente van de Belgische gemeente Cerfontaine. Silenrieux ligt in de Waalse provincie Namen en was tot 1 januari 1977 een zelfstandige gemeente.

## Demografische ontwikkeling
- Bronnen:NIS, Opm:1831 tot en met 1970=volkstellingen

## Bezienswaardigheden
In het dorp bevindt zich een brouwerij met bierkeuken, de Brasserie de Silenrieux.
Silenrieux is bekend van de Marche Sainte-Anne, een van de vijftien folkloristische stoeten van de Marches de l'Entre-Sambre-et-Meuse die in 2012 door UNESCO opgenomen zijn op de Representatieve lijst van het immaterieel cultureel erfgoed van de mensheid.

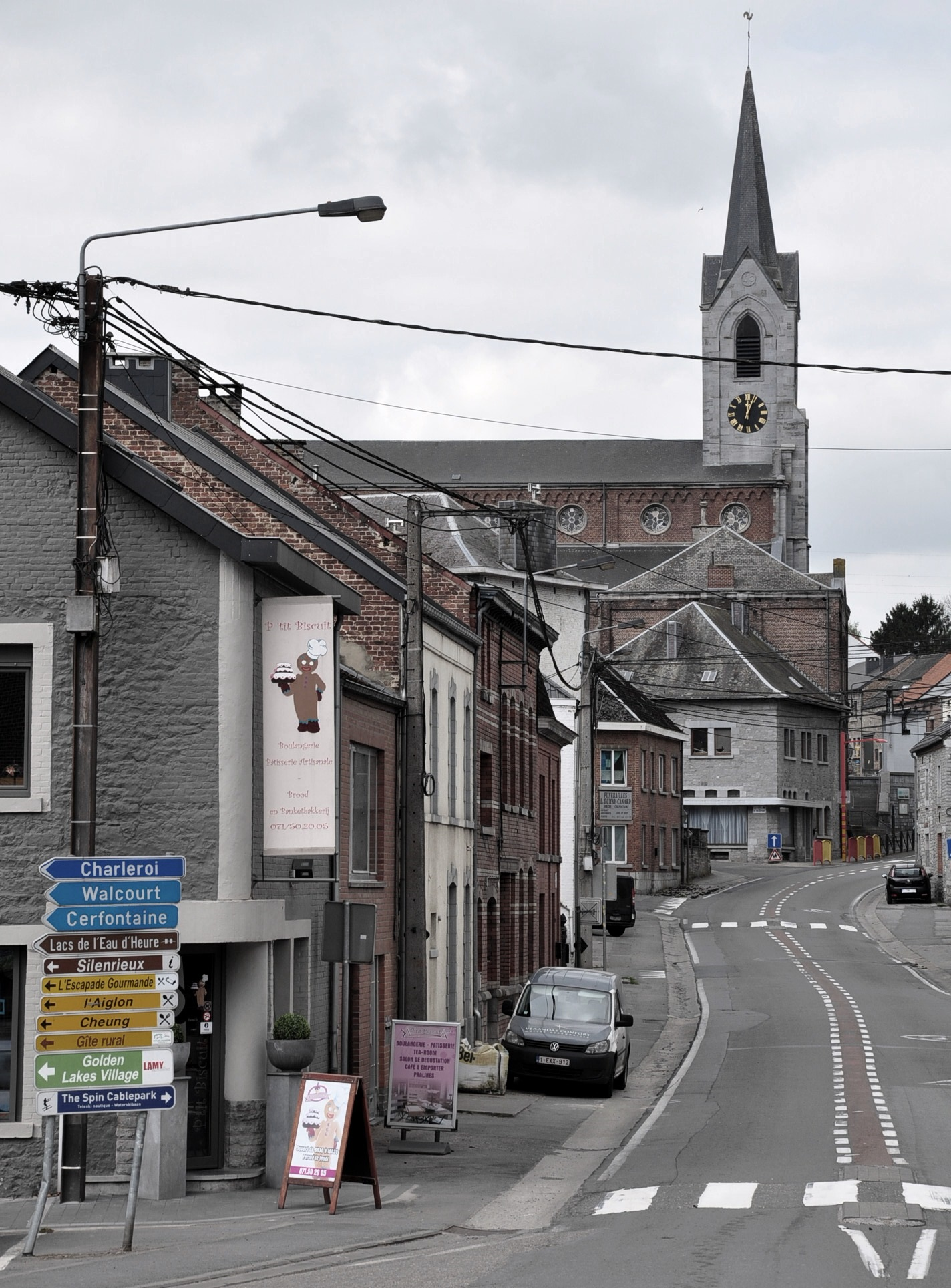
Rue Royale (N40), Silenrieux

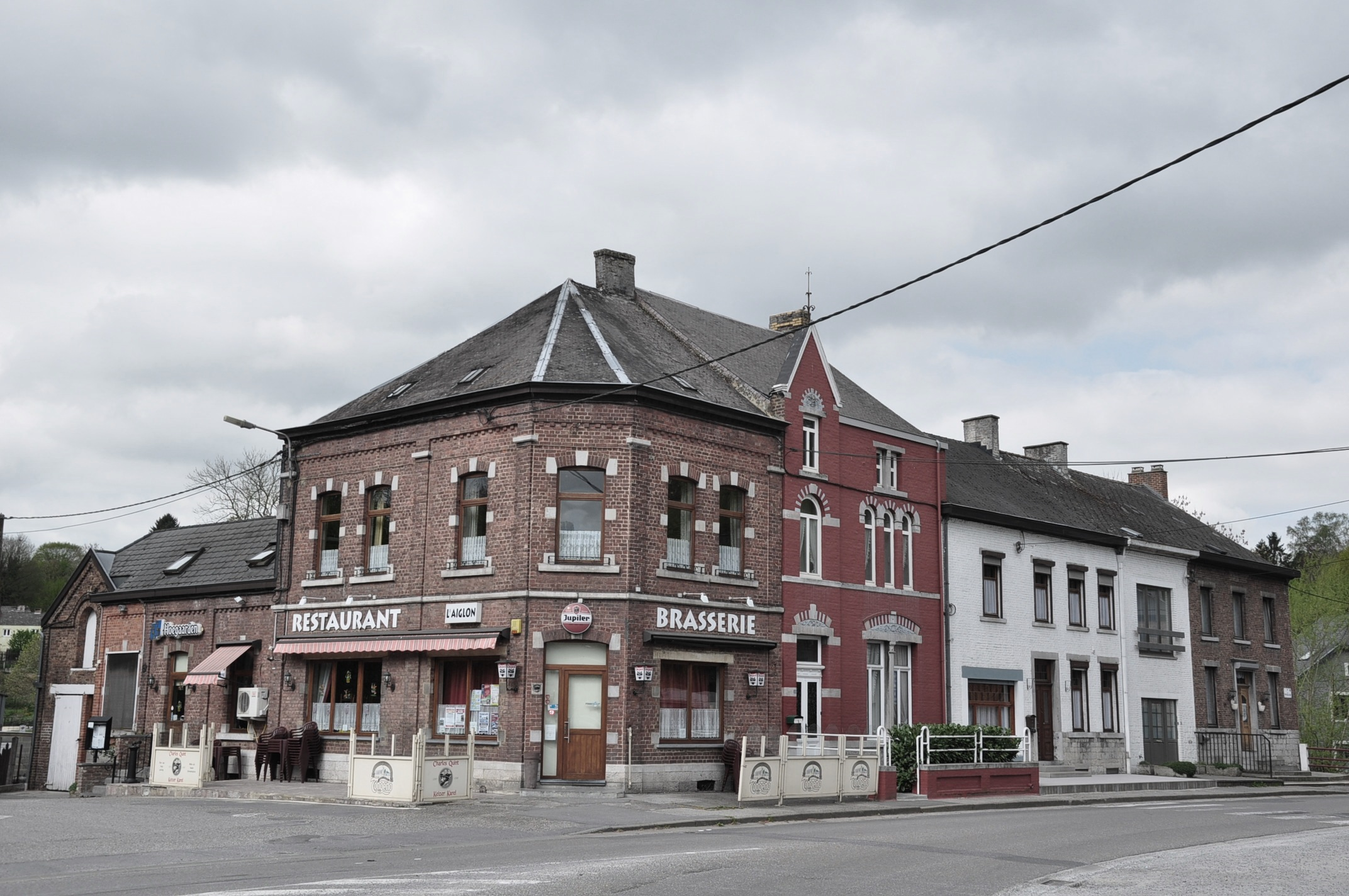
Restaurant-Brasserie l'Aiglon.

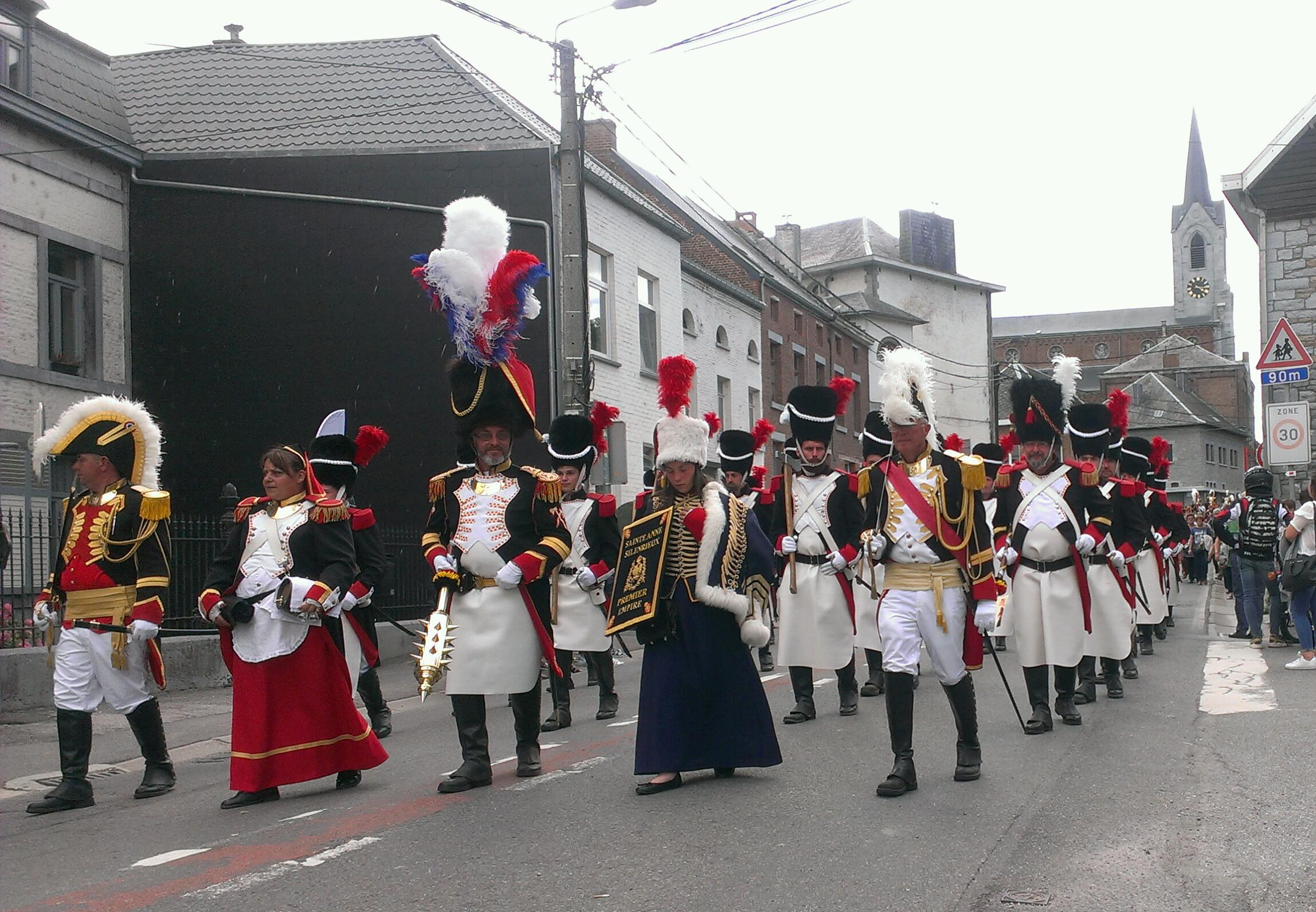
Marche Sainte-Anne in 2017.